# 開明專制
開明專制、開明獨裁、啟蒙專制（英語：enlightened despotism），也稱為開明絕對主義，亦称为仁慈专制主义或仁慈的专制主义（英語：benevolent despotism），是专制主义的絕對君主制的一种形式，由歐洲啟蒙運動思想家所提倡。在思想上容許民眾有一定的自由权利和私有产权，但認為人民應絕對服從君王命令及法律（非君主本人）。
支持並使用的君主有普魯士國王腓特烈二世、西班牙國王卡洛斯三世、神聖羅馬帝國皇帝约瑟夫二世和俄羅斯女皇二世。

## 字源
開明專制（英語：enlightened despotism）這個名詞的最早起源，並沒有明確的說法。Baron Grimm的著作是目前已知最早提到開明專制君主（英語：enlightened depot）這個名詞的人。他總結了弗朗索瓦·魁奈在《中國專制主義》（法語：Le Despotisme de la Chine）的說法，認為一個理想的君主（depot）必須是正義而且不停自我策勵的。1767年，Paul-Pierre Le Mercier de la Rivière在他的著作《自然的秩序與社會政治的基礎》（法語：L'ordre naturel et essential des sociétés politiques）中提到，以世襲專制及法律（法語：despote patrimonial et légal）來進行統治的政府，是最好的政府。他的著作成為開明專制的理論基礎之一。在18世紀下半，許多作家開始採用開明專制（英語：enlightened despotism）或開明專制君主（英語：enlightened depot）來形容這個理想中的專制體制。
19世紀之後的歷史學者，開始使用開明絕對主義（enlightened absolutism）來稱呼這個政體。最早提出這個名詞以及推動這個觀念的是德國學者Wilhelm Roscher。他將宗教改革至三十年戰爭這段時期的西歐，稱為宗派絶對主義（confessional absolutism），以西班牙腓力二世為代表。1648年之後，稱為典雅的絕對主義（courtly absolutism），以法國路易十四為代表。而十八世紀的啟蒙運動君主稱為開明的絕對主義（enlightened absolutism）。

## 歷史
早在几千年前，中国、埃及就有了很多“贤君”，比如说雷吉德夫，尧，舜，禹，商汤等。后来，開明專制的思潮在法國路易十四時代興起。這個思想主要是由弗朗索瓦·魁奈為首的重農學派學者，以及伏爾泰所推動，因而興盛。

## 相关统治者
- 二世[1]（俄国）
- 卡洛斯三世[2]（西班牙）
- 腓特烈二世[3]（普鲁士、勃兰登堡）
- 弗雷德里克六世[4]（丹麦）
- 古斯塔夫三世[4]（瑞典）
- 馬克西米利安三世
（巴伐利亞）
- 约瑟夫二世[2]（奧地利、匈牙利、波希米亞）
- 若泽一世（葡萄牙）
  - 蓬巴爾侯爵（葡萄牙首席大臣）
- 玛丽二世[2]（奧地利、匈牙利、波希米亞）
- 利奥波德二世[2]（奧地利、托斯卡纳）
- 克里斯蒂安七世（丹麦）
  - 约翰·弗里德里希·施特林泽（丹麦攝政）
- 法蘭西斯科一世（兩西西里）
  - 玛丽亚·卡洛琳娜[5]（兩西西里攝政）
- 拿破仑一世（法國）
- 巴托里·斯特凡（外西凡尼亞公國、波蘭立陶宛聯邦）
- 卡洛·埃馬努埃萊三世（薩丁尼亞王國）
- 维托里奥·阿梅迪奥三世（薩丁尼亞王國）
- 阿卜杜拉·本·阿卜杜勒-阿齐兹·阿勒沙特（沙烏地阿拉伯）
- 沙爾曼·賓·阿卜杜勒-阿齊茲·阿紹德（沙烏地阿拉伯）
- 奧瑪阿里賽義夫汀三世(汶萊)
- 哈山納·包奇亞(汶萊)
- 馬哈茂德二世（鄂圖曼帝國）
- 若望保祿二世（梵蒂冈）
- 雷吉德夫（埃及第四王朝）
- 尧
- 舜
- 殷汤（商朝）
- 武丁（商朝）
- 周武王（周朝）
- 嘉庆帝（大清帝国）

## 开明专制在中国
梁启超把专制政体分为野蛮专制和开明专制两种，认为“凡专制者，以所专制之主体的利益为标准，谓之野蛮专制；以所专制之客体利益为标准，谓之开明专制”。

## 外部連結
- 賴奇祿－啟蒙運動的另類觀點 （页面存档备份，存于）